# Dex-Starr
Dex-Starr es un gato supervillano ficticio que aparece en los cómics estadounidenses publicados por DC Comics. El es miembro del Red Lantern Corps.

## Historia

### Origen
Dex-Starr es un gato doméstico azul callejero abandonado de la Tierra, adoptado por una mujer en Brooklyn que lo llama Dexter. Durante un robo, Dex-Starr arañó a un ladrón antes de que mataran a su dueña y la policía lo desalojara. Sin hogar, dos matones callejeros lo agarraron y lo arrojaron por el puente de Brooklyn, pero la rabia que sintió llamó la atención de un anillo de poder rojo y vino a él antes de caer al agua. Como miembro del Red Lantern Corps, con su anillo de poder rojo alrededor de la cola, mató a los dos matones y durmió sobre sus cráneos, proclamándose a sí mismo como un "buen gatito" usando pensamientos expresados en oraciones simples. Geoff Johns lo describió en una entrevista con Wizard como "el más sádico y malicioso" de los Red Lanterns. Originalmente pensado como una broma por Shane Davis, comenzó a aparecer de manera más prominente debido a la recepción positiva. Dex-Starr viaja con frecuencia con Atrocitus, con su búsqueda vengativa centrada en encontrar al ladrón que asesinó a su dueño. Dex-Starr ganó la capacidad de crear construcciones después de beber la sangre de Rankorr y, sin que lo supieran sus compañeros Red Lanterns, usó su nueva habilidad para salvar a Atrocitus de una muerte segura después de que el exlíder de los Red Lanterns vio que le robaban su anillo de poder rojo por Guy Gardner.

### Ira de los Red Lanterns
Dex-Starr es un Red Lantern que, en su primera aparición en los cómics, asesina a un miembro de Sinestro Corps del Sector 3 con su vómito de Red Lantern. Se supone que estuvo en Ysmault durante el asalto de Lost Lanterns y Alpha Lantern Corps.

### Blackest Night
Dex-Starr acompañó a los otros Lantern Corps durante una tregua para luchar contra los Black Lantern Corps. John Stewart hizo un comentario de que odiaba a los gatos y, además, que no confiaba en ellos después de presenciar a Dex-Starr destruir un Black Lantern. Dex-Starr estuvo presente para defender la Tierra contra el ataque de Black Lanterns cuando Guy Gardner usó la táctica "Tholian Web" de Star Trek. Dex-Starr incluso se enfrentó al Anti-Monitor, que estaba atrapado dentro de la batería de energía central de Black Lantern en ese momento.

### Brightest Day
Atrocitus y Dex-Starr pasan algún tiempo en la Tierra, observando el medio ambiente y la gente. Durante este tiempo, ocurre un robo en la ciudad de Nueva York en el E-Train. Los ladrones corren hacia el tren, sin embargo, Dex-Starr y Atrocitus están allí, y Dex-Starr incinera a uno de los ladrones mientras pone una linda cara. Más tarde, se ve a Atrocitus adivinando información del cadáver de uno de los ladrones muertos mientras Dex-Starr los muerde. Hal Jordan llega y usa una construcción de botas de luz verde para expulsar a Dex-Starr de su nueva comida. Lobo fue contratado para organizar un ataque contra Atrocitus, mientras estaba en la Tierra; Siendo Atrocitus quien contrató a Lobo. Durante este ataque, Dex-Starr se enfrentó uno a uno con Dawg, el bulldog de Lobo, y lo derrotó sin siquiera sudar. Esto humilló a Lobo hasta cierto punto, sin embargo, el pago de Lobo por el contrato fue un anillo de poder de Red Lantern.

## Poderes y habilidades
Al ser un miembro más de los Red Lanterns Corps, Dex-Starr tendría mayores capacidades gracias al anillo de poder rojo y a la Batería de alimentación de Red Lantern dándole mayores atributos como: creación de constructos de energía, vómito rojo, intimidación, resistencia, rabia y vuelo.

## En otros medios

### Televisión
- Dex-Starr aparece en Justice League Action, con la voz de Jason J. Lewis. En el episodio "Rage of the Red Lanterns", es miembro del Red Lantern Corps. En "Unleashed", es enviado a infiltrarse en la Atalaya de la Liga de la Justicia mientras el equipo se distrae para activar un Boom Tube para traer la fuerza de invasión de Red Lantern. Dex-Starr tiene que lidiar con las distracciones de Plastic Man y Krypto, y casi lo logra, pero es detenido por Krypto y Streaky el Supergato.
- Dex-Starr aparece en DC Super Hero Girls, con la voz de Kevin Michael Richardson como Red Lantern y Fred Tatasciore proporciona sus efectos vocales. En el episodio "#RageCat", él es un gato sin hogar en un refugio de animales llamado Dexter que la Green Lantern Jessica Cruz intenta encontrar un dueño. Después de que él gana brevemente los poderes de un Red Lantern, Jessica lo adopta como su mascota. En el episodio "#It's Complicated" recupera su anillo de poder gracias a que Jess dejó una silla demasiado cerca del mostrador. Se une a Star Sapphire y Sinestro para atacar a Jess y Hal, pero después de que Hal se disculpa con Star Sapphire y Sinestro, Dex-Starr se une a ellos para abrazar a Hal, diciendo "Te amo Hal Jordan, siempre sabes a salsa de carne", antes de que ellos fluir hacia la luna como los mejores amigos. Su apariencia física se parece a la de un Maine Coon. También parece carecer de bigotes.

### Película
- Dex-Starr aparece en Lego DC Comics Super Heroes: Aquaman: Rage of Atlantis, con la voz de Dee Bradley Baker.

### Videojuegos
- Dex-Starr aparece como un personaje jugable en Lego Batman 3: Beyond Gotham, nuevamente con la voz de Dee Bradley Baker. Primero se lo encuentra en el Salón de la Justicia en una misión secundaria, solicitando al jugador que evite que los enemigos lo ataquen hasta que cuente hasta 10. Más tarde aparece en Yismault, donde Catwoman solicita al jugador que lo ayude a encontrar un lugar que podría ser su territorio.
- Dex-Starr se encuentra entre muchos otros personajes de DC incluidos en Scribblenauts Unmasked: A DC Comics Adventure.[2]
- Dex-Starr aparece en Injustice 2 junto a Atrocitus. Es el rasgo de carácter de Atrocitus en el juego en el que el jugador lo invoca para ayudar a Atrocitus a atacar a los oponentes.
- Dex-Starr aparece como un personaje jugable en Lego DC Super-Villains, nuevamente con la voz de Dee Bradley Baker.[3]